# Stadtgericht Landsberg O.S.
Das Stadtgericht Landsberg O.S. war ein preußisches Land- und Stadtgericht mit Sitz in Landsberg O.S.

## Geschichte
Mit der preußischen Städteordnung von 1808 verloren die Magistrate ihre Funktion als Eingangsgerichte und es wurden staatliche Stadtgerichte eingerichtet. Nach dem Ende der Befreiungskriege wurden die staatlichen Gerichte (Stadtgerichte und Justizämter) zu Land- und Stadtgerichten zusammengefasst. In Landsberg O.S. erfolgte das nicht, das bisherige Stadtgericht Landsberg O.S. blieb eigenständig. Zuständiges Oberlandesgericht war das Oberlandesgericht Ratibor.
Sein Sprengel umfasste die Stadt Landsberg O.S. mit 871 Einwohnern (1837).
Am Gericht waren ein Land- und Stadtrichter, ein Subalterner und ein Bote beschäftigt. Es handelte sich um ein Gericht 2. Klasse, d. h. da das Gericht weniger als drei Richter hatte, konnten diese nicht als Spruchkörper gemeinsam Beschlüsse fassen.
Das Gericht hatte seinen Sitz in einem privaten Gebäude.
1849 wurden einheitlich Kreisgerichte gebildet. In Landsberg O.S. entstand so die Gerichtskommission Landsberg O.S. des Kreisgerichts Rosenberg.